# 西田栄喜
西田 栄喜（にした えいき、1969年1月18日 - ）は、日本の篤農家。風来代表、日本一小さい専業農家と言われている。

## 人物
石川県能美市の農家に生まれる。1991年、石川県立小松明峰高等学校を卒業。1992年、日本大学国際関係学部を卒業、バーテンダー・ワーキングホリデー（豪州）・ビジネスホテルチェーン（支配人）として3年間勤務。その後帰郷し、1999年知識ゼロから就農・菜園生活「風来」を起業。2013年、無肥料栽培（自然農法）を実践。

## 著書
- 『「日本一小さい農家」が明かす「脱サラ農業」はじめの一歩』ダイヤモンド社 ISBN 978-4-478-06982-0（2016年9月2日）
- 『小さい農業で稼ぐコツ 加工・直売・幸せ家族農業で30a1200万円 』農山漁村文化協会 ISBN 978-4540151361（2016年2月15日 ）[1]

## 関連記事
- 公益財団法人いしかわ農業総合支援機構[2]
- NIPPON TABERU TIMES[3]
- 株式会社ドモドモコーポレーション[4]
- ネットワーク『地球村』[5]